# Bagheria
Bagheria (Baarìa în dialectul sicilian) este o comună în Provincia Palermo, Sicilia din sudul Italiei. În 2011 avea o populație de 53.261 de locuitori.

## Demografie
Bagheria - evoluția demografică

|  | Graficele sunt indisponibile din cauza unor probleme tehnice. Mai multe informații se găsesc la Phabricator și la wiki-ul MediaWiki. |

Date: Recensăminte sau birourile de statistică - grafică realizată de Wikipedia